# Bandera de Maderuelo

Bandera de Maderuelo.

La bandera de Maderuelo es el símbolo más importante de Maderuelo, municipio de la provincia de Segovia, comunidad autónoma de Castilla y León, en España. 

## Descripción
La bandera de Maderuelo se describe heráldicamente de la siguiente manera:

«Bandera cuadrada de proporción 1:1, cuartelada de rojo y blanco, brochante al centro el escudo municipal en sus colores.»
Boletín Oficial del Estado nº 43/1997